# Глубокое (Прилукский район)
Глубо́кое (укр. Глибоке) — село в Прилукском районе Черниговской области Украины. Население — 22 человека. Занимает площадь 0,26 км². Расположено на реке Детюковка.
Код КОАТУУ: 7425385002. Почтовый индекс: 17263. Телефонный код: +380 4634.

## Власть
Орган местного самоуправления — Талалаевская поселковая община. Почтовый адрес: 17200, Черниговская обл., Прилукский р-н, п. Талалаевка, ул. Вокзальная, 3.